# Hermann Bigelmayr

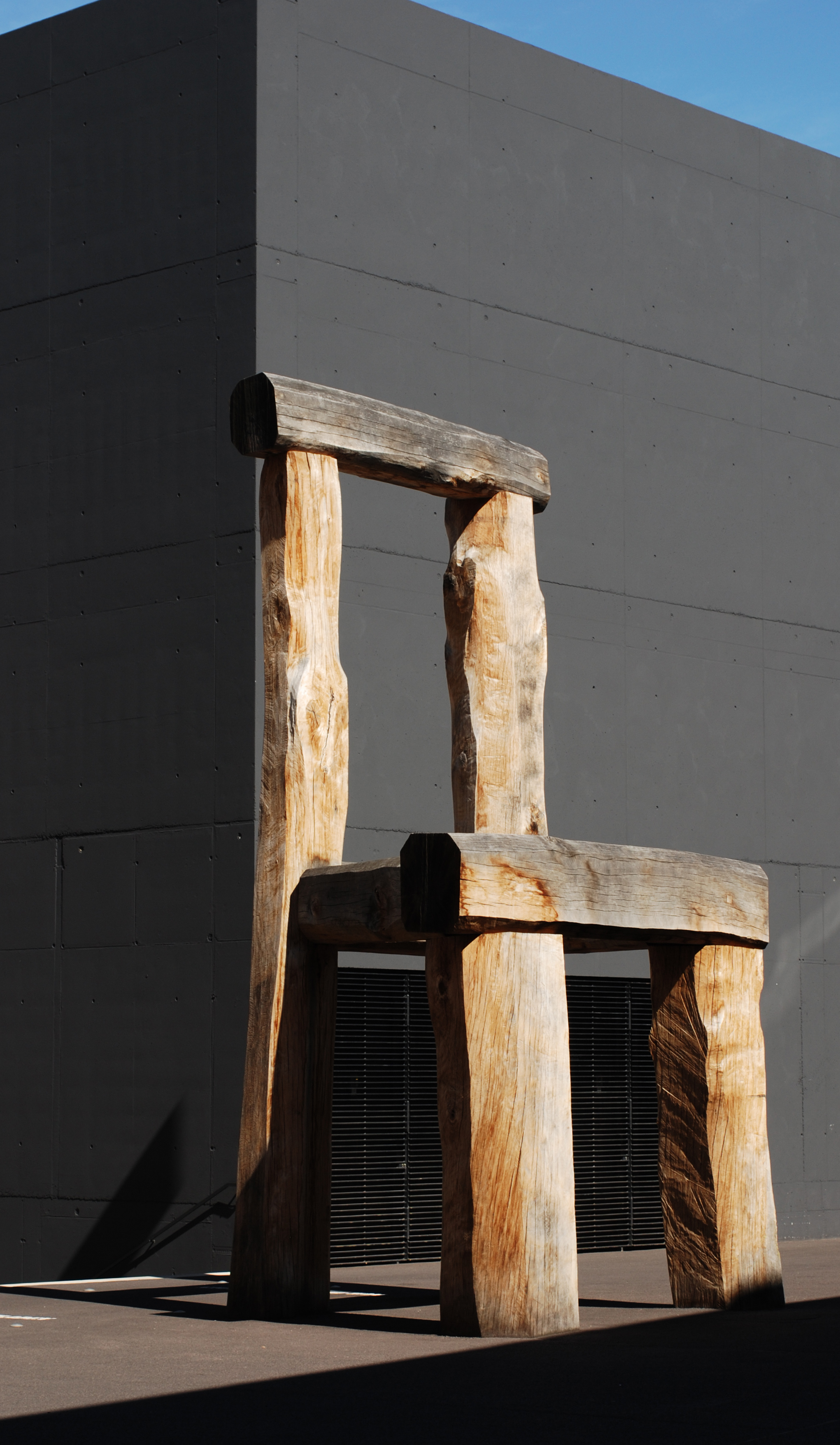
Riesenstuhl von Hermann Bigelmayr in Weimar

Hermann Bigelmayr (geb. 20. Februar 1958 in Jettingen; gest. 2. April 2024) war ein deutscher Holzbildhauer.

## Leben
1973–76 absolvierte er die Berufsfachschule für Holzbildhauer in Oberammergau mit der Gesellenprüfung. Von 1976 bis 1982 war Bigelmayr an der Kunstakademie München bei Hans Ladner Meisterschüler und erlangte dort sein Diplom. Bigelmayr übernahm auch verschiedene Lehrtätigkeiten. 1980 war Bigelmayr Stipendiat der Studienstiftung des Deutschen Volkes.
1992 gewann Bigelmayr einen international ausgeschriebenen Kunstwettbewerb zur Gestaltung des Außenbereichs im GSF – Forschungszentrum für Umwelt und Gesundheit (heute Helmholtz-Zentrum München) in Neuherberg bei München. Nach der Reaktorkatastrophe in Tschernobyl 1986 beschäftigten sich in Neuherberg Arbeitsgruppen u. a. mit der Analyse des Transfers von Radionukliden in Nahrungsmitteln und deren Wirkung auf Mensch und Umwelt. Diese Grundlagenforschung beeindruckte Bigelmayr nachhaltig. Nach intensiver Auseinandersetzung mit dem Bericht des Club of Rome von 1972 Die Grenzen des Wachstums. Bericht des Club of Rome zur Lage der Menschheit beschäftigte sich Bigelmayr zunehmend mit exponentiellen Wachstumsvorgängen und deren künstlerischer Darstellung anhand organischer Strukturen. So stellt die aus massiven Eichenbäumen gefertigte Skulptur Denkmal für einen Halm – die Grenzen des Wachstums einen geknickten Weizenhalm dar, dessen liegender Stiel auf einer Länge von 30 Meter den Boden bogenförmig überspannt und an einem Ende 7 Meter hoch aufragt. Der geknickte Weizenhalm zeigt die Natur als fragiles System, das unter dem hemmungslosen Wachstumsstreben des Menschen „einknickt“.
Zahlreiche weitere Großplastiken im öffentlichen Raum (u. a. Zwei Tore im Dialog, Waldkraiburg 1997, Tor-Bogen Skulptur, Günzburg 1998) verdeutlichen Bigelmayrs Auseinandersetzung mit Vergänglichkeit und Erinnerung an römische Siedlungen in Bayern.
Zeit seines Lebens beschäftigte sich Bigelmayr immer wieder auch intensiv mit dem Werden und Vergehen des Menschen. Bezeichnend sind hier insbesondere die Arbeiten Auferstehungsgrabmal auf der Friedhofsanlage in Jettingen-Scheppach 1993 und das Auferstehungskreuz 1997 in der Eybschen Gruft bei Reisensburg nahe Günzburg.
2005 schuf Bigelmayr den 20 Tonnen schweren Riesenstuhl vor der Universitätsbibliothek in Weimar, die zeitgleich mit diesem eingeweiht wurde.
Im Rahmen der Bundesgartenschau 2005 hat der Künstler Hermann Bigelmayr das Kunstwerk Drei sich aufrichtende Halme in München bei Schloss Blutenburg aufgestellt. Bigelmayr hat das Kreuz als Kunstwerk eine Rolle zugewiesen. So hat der Künstler Hermann Bigelmayr mit dem Kunstwerk Das Kreuz im Nichts ein zentrales Orientierungssymbol auf dem überkonfessionellen Friedhof geschaffen. Wenn der Betrachter in die Großplastik hineingeht, erkennt er in deren Zwischenräumen das christliche Kreuz. Gleichzeitig ist die Skulptur aber nach allen vier Himmelsrichtungen offen und symbolisiert so alle Religionen auf der Welt. Aufgrund des überkonfessionellen Ansatzes wurde das Kunstwerk vielfach Diskussionsstoff für politisch-religiöse Debatten in Bayern.
Bigelmayr erhielt 1984 zusammen mit  Albert Hien  und Hormtientong Somboon den Förderpreis für Bildende Kunst der Landeshauptstadt München und 2010 zusammen mit Dorothea Frigo den Seerosenpreis der Stadt München.